# Cratere Fox
Fox è un cratere lunare di 23,97 km situato nella parte nord-occidentale della faccia nascosta della Luna, vicino al bordo settentrionale del cratere Wyld e a sudest del cratere Babcock.
Questo cratere ha una forma praticamente emisferica, con delle pareti interne regolari ed un fondale piatto e privo di formazioni. Sulla parete interna settentrionale si osservano alcuni detriti rocciosi.
Il cratere è dedicato all'astronomo americano Philip Fox. 

## Crateri correlati
Alcuni crateri minori situati  in prossimità di Fox sono convenzionalmente identificati, sulle mappe lunari,  attraverso una lettera associata al nome.
| Fox | Coordinate           | Diametro (in km) |
| --- | -------------------- | ---------------- |
| A   | 1°30′36″N 98°18′00″E | 12,51            |